# Hydriomena bistriolata
Hydriomena bistriolata är en fjärilsart som beskrevs av Philipp Christoph Zeller 1872. Hydriomena bistriolata ingår i släktet Hydriomena och familjen mätare. Inga underarter finns listade i Catalogue of Life.